# Pelastoneurus irrasus
Pelastoneurus irrasus är en tvåvingeart som först beskrevs av Walker 1849.  Pelastoneurus irrasus ingår i släktet Pelastoneurus och familjen styltflugor.
Artens utbredningsområde är Florida. Inga underarter finns listade i Catalogue of Life.